# ムアッジン

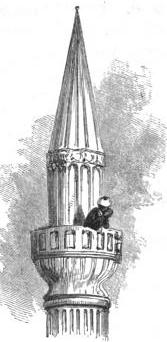
ムアッジン

ムアッジン （アラビア語：مؤذن, muʾadhdhin, ムアッズィン）は、アラビア語でイスラム教の礼拝（サラート）を呼びかける役の人、またアザーンをとなえる人のこと。
アラビア語ではムアッズィンと発音されるが、外国語単語のズィ音をジに置き換える日本語カタカナ表記時の当て字法のためムアッジンと書かれることが多い。

## 概要
大きなモスクにはワクフの資金で雇われた専業のムアッジンがいることがあり、一日五回の礼拝の前に、モスクのミナレットの上からアザーンを唱え、ムスリム（イスラム教徒）に礼拝を呼びかける仕事をする。
元来は各ミナレットの回廊を歩きながら呼びかけて回っていたが、後には回廊へ上がったムアッジンが手持ちの拡声器で、さらにはモスクの中の一人のムアッジンがマイクの前で呼びかけ、ミナレットなどに取り付けられた拡声器で声を流すようになった。
また、どこであろうともムスリムが集団礼拝する時には、誰かがアザーンを唱える役を務めなければならないが、このような臨時のムアッジンがアザーンを唱える場合は特に声量は求められない。
最初のムアッジンと言われているビラール・ビン＝ラバーフは現代でもムアッジンの目指すべき姿として尊敬されている。コーランの読謡者やムアッジンはよく耳の後ろに手を当ててとなえていたりするが、このしぐさはビラールの時代より伝わっている。
ムアッジンを務めることには大きな功徳が有り、「死後の審判の日には、審判者から目立つ存在になれるように首が長くなる」「ムアッジンを7年努めると地獄行きを免れる、12年努めると天国へ行ける」といった伝承がある。

## ムアッジンに関する規則
ハディースによれば、各モスクには2人のムアッジンを置くことが望ましいとされている。また、ムアッジンを務める者には様々な要件が課せられており、それらに反することは嫌悪される。
1. ムアッジンとなる者はムスリムであること。
2. 理性ある者であること。狂人、酔っぱらい、失神するくせのある者、物心がつなかい子供であってはならない。
3. 男であること。女や去勢された男であってはならない。
4. 病気などの理由がない限り立って行うこと。
5. 決まった所作を守ること。
6. 清潔さを保つこと。
7. 甲高い声の持ち主であること。
8. 原則として、最初から最後まで1人で唱えること。
9. 正しい心構えを持ってから唱えること。
10. アザーンに変化や工夫を加えてはならない。

なお、盲人や物心がつなかい子供でも、ムワッカトと呼ばれる時間を守る役目の補助者がいればムアッジンになれる場合があった。